# Serena Mackesy
Serena Mackesy, nota anche con lo pseudonimo Alex Marwood (Regno Unito, 1962), è una scrittrice e giornalista britannica.

## Biografia
Serena Mackesy è nata nel 1962, nipote per parte di madre della scrittrice Margaret Kennedy e dal lato paterno dell'autrice Leonora Mackesy.
Laureata in Letteratura inglese all'Harris Manchester College dell'Università di Oxford, ha esordito nel 1999 con Una vita da precaria e in seguito ha pubblicato altri tre romanzi firmandosi con il suo nome di battesimo.
A partire dal 2012 con The wicked girls ha creato lo pseudonimo di Alex Marwood e ha dato alle stampe altri tre romanzi vincendo, nel 2015, il Premio Macavity per il miglior romanzo
Giornalista per la stampa britannica, vive e lavora a Londra.

## Opere principali

### Firmati Serena Mackesy
- Una vita da precaria (The Temp, 1999), Milano, Polillo, 2000 traduzione di Barbara Casavecchia ISBN 88-8154-103-3.
- Virtue (2000)
- Simply Heaven (2002)
- Hold My Hand (2008)

### Firmati Alex Marwood
- The wicked girls (The Wicked Girls, 2012), Roma, Elliot, 2013 traduzione di Cosetta Cavallante ISBN 978-88-6192-315-7.
- Gli insospettabili delitti della casa in fondo alla strada (The Killer Next Door, 2014), Roma, Newton Compton, 2016 traduzione di Roberta Maresca ISBN 978-88-541-9396-3.
- Oscuri segreti di famiglia (The Darkest Secret, 2016), Roma, Newton Compton, 2018 traduzione di Roberta Maresca e Martina Rinaldi ISBN 978-88-227-1429-9.

## Premi e riconoscimenti
- Edgar Award per il miglior tascabile: 2014 per The wicked girls
- Premio Macavity per il miglior romanzo: 2015 per Gli insospettabili delitti della casa in fondo alla strada